# Taihe
Taihe (en chino, 太和; pinyin, Tài·Hé, léase Tái-Jə) es un distrito urbano bajo la administración directa de la Prefectura Jinzhou  en la Provincia de Liaoning, República Popular China.  Su área es de 727 km² y su población total para 2010 superó los 390 mil habitantes. 

## Administración
Desde julio de 2023, el  Distrito Taihe  se divide en 10 pueblos administrados en subdistritos.